# Palais de Küçüksu
Le palais de Küçüksu (Küçüksu Kasrı, en turc) est un palais d'été situé sur la rive asiatique du Bosphore entre la forteresse de Anadoluhisarı et le pont Fatih Sultan Mehmet dans le district de Beykoz à Istanbul, en Turquie. Il a notamment servi de résidence de courte durée et de relais de chasse aux sultans de l'Empire ottoman.

## Histoire
Un palais en bois (konak) de deux étages est initialement construit sous le règne de Mahmud Ier (1730-1754), par le grand vizir Divittar Mehmed Pasha. Il est toujours utilisé sous les règnes de Selim III (1761-1808) et Mahmud II (1785-1839).
La construction d'un nouveau palais est ordonné par Abdülmecit Ier (1823-1861) qui confie sa réalisation aux architectes d'origine arménienne Garabet Amira Balyan et son fils Nigoğayos Balyan. Le palais est achevé en 1857. Sous le règne du sultan Abdulaziz (1830-1876), on ajoute à la façade des ornements plus élaborés. Certaines dépendances situées dans le parc sont détruites. Au début de l'ère républicaine, le palais sert de résidence pour les invités d'État. Après une restauration minutieuse en 1944, le palais abrite aujourd'hui un musée et est ouvert au public.

## Architecture

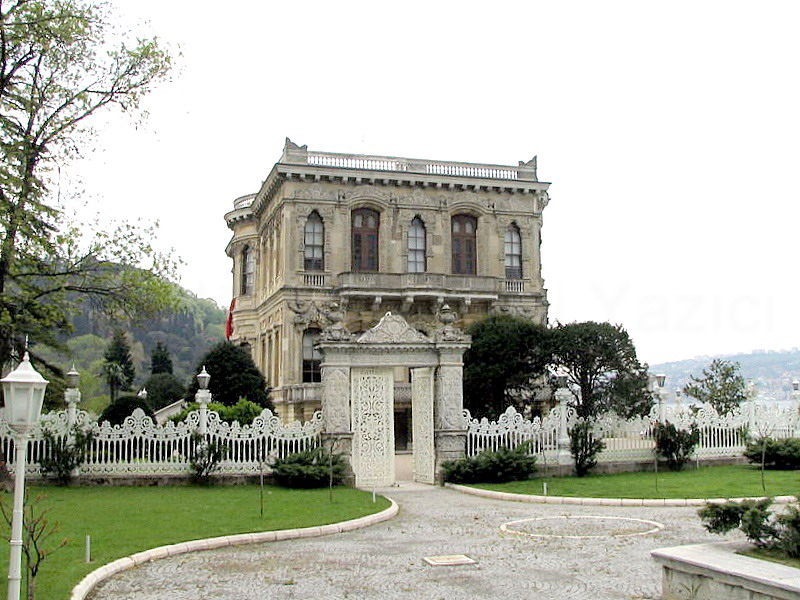
Le palais vu du nord

L'édifice comporte deux niveaux et un sous-sol. De plan rectangulaire, l'édifice fait face au Bosphore par son grand côté mesurant 27 mètres. Les façades latérales mesurent 15 mètres. Contrairement à d'autres jardins palataux entourés de hauts murs, l'espace paysager est ici ceint d'une balustrade en fer forgé qui comporte un portail sur chaque côté. 
Le sous-sol de l'édifice comporte les cuisines, les réserves et les logements pour le personnel. L'étage reflète l'organisation spatiale de la maison traditionnelle turque : les quatre pièces d'angle entourent un vestibule central. Les deux pièces de la façade principale donnant sur le Bosphore comportent deux cheminées tandis que les deux autres pièces n'en comportent qu'une. Les cheminées sont constituées de marbre coloré provenant d'Italie. Le mobilier intérieur comporte des chandeliers en cristal de bohème. Les rideaux, les tissus d'ameublement et les tapis proviennent de Hereke. Les pièces présentent des tableaux de valeur et des objets d'art. La décoration intérieure est l'œuvre de Charles Séchan, un scénographe de l'Opéra d'État de Vienne.

## Le palais dans la culture populaire
Le palais apparaît à plusieurs reprises dans le film de James Bond Le monde ne suffit pas comme la résidence d'Elektra King censément à Bakou.